# 沃邦滨河路
沃邦滨河路（Quai Vauban）la fin du XVIIe siècle 是法国勃艮第-弗朗什-孔泰大区杜省省会贝桑松的一条步行道，建于17世纪末，位于市中心区（La Boucle）的杜河左岸。连接巴唐区（Battant）与市中心的巴唐桥（pont Battant），将滨河路上的建筑物一分为二（其上游为奇数，下游为偶数）。沃邦滨河路及沿街建筑是该市最引人注目的建筑遗产之一。

## 名称
沃邦滨河路以工程师和军事建筑师塞巴斯蒂安·勒普雷斯特·德·沃邦（Sébastien Le Preste de Vauban）的名字命名，在17世纪末和18世纪初 ，他在贝桑松市修建了许多防御工事。 其中包括贝桑松城塞。

## 历史
沃邦滨河路与沃邦同时代修建，并非由他建造。沃邦滨河路建于1691年至1695年，由工程师艾萨克·罗伯兰（Isaac Robelin）在其兄弟的协助下建造。
沃邦滨河路建在一个600米长的斜坡上，在市中心一侧是一排用沙于石（pierre de Chailluz）建造的建筑，底层设有拱廊。沃邦滨河路的建筑是按照沃邦的建议建造的，他希望保持城市围墙的连续性，尽管这一部分由巴唐桥的桥头堡保护。

## 建筑
沃邦滨河路沿线的建筑物（1至40号，19、33、35、37、39号除外）建于17世纪，构成保护区：每个建筑物的立面和屋顶以及道路和码头，均于1933年列为法国历史遗迹。在这些建筑中，有两座特别值得注意：原 Grenier de la Ville，位于沃邦滨河路27号，；原圣灵医院（[Hôpital du Saint-Esprit），位于沃邦滨河路31号。